# Сінан
Сіна́н, повне ім'я Абульменнан оглу Сінанеддін Юсуф (тур. Abdülmennan oğlu Sinaneddin Yusuf), відомий як тур. Mimar Sinan, тобто архітектор Сінан; 29 травня 1489, Агірна, Османська імперія — 17 липня 1588, Константинополь, Османська імперія) — османський архітектор та інженер вірменського або грецького походження.
З 1538 і до самої смерті (майже 50 років) керував будівельними роботами султанів Сулеймана I Пишного, його сина Селіма і Мурада III. Будівничий мечетей, укріплень, мостів тощо.
Спроєктував знамениті лазні Роксолани і її мавзолей. Учень Сінана Седефкар Мехмет Ага став автором проекту Блакитної мечеті в Стамбулі, інші учні проектували Старий міст в Мостарі (Боснія і Герцеговина).

## Життєпис
Народився 29 травня 1489 року у вірменській

 або грецькій родині теслі в християнському селі Агріанос (тур. Агирнас) поблизу Кайсері (сучасний турецький іл Анталія). Згідно з версією турецького історика Б. Злуґа (B. Zlug), опублікованою у 1938 р. на основі документів з Державного архіву Туреччини, цю територію у той час населяли християни тюркського походження, нащадки тюркських воїнів-конфедератів, розселених в Анатолії візантійським урядом для захисту від набігів арабів. При народженні отримав ім'я Юсуф (Йосип) на честь свого батька. Батько був муляром і теслею, внаслідок чого Сінан в юності отримав хороші навички в цих ремеслах, і це вплинуло на його майбутню кар'єру.

## Кар'єра

### У війську
У 1512, потрапивши під девширме («податок кров'ю»), примусово рекрутований до корпусу яничарів, де був змушений прийняти іслам і змінити ім'я на Сінан (буквально «той, що йде першим»).
У той час йому було 23 роки і він не підходив для вищої школи Ендерун за віком, через що був направлений у допоміжну школу, що знаходилась при Імперському коледжі. Через три роки Сінан закінчив школу і став кваліфікованим архітектором й інженером, а вже через 6 років з моменту вступу до школи брав участь у останній військовій кампанії Селіма Першого на острові Родос, яка закінчилася з смертю султана.
Разом з корпусом яничарів нового султана Сулеймана Пишного в складі резервної кінноти брав участь у поході на Австрію, після якого Сінан був підвищений до звання капітана Султанській охорони та отримав у командування кадетський піхотний корпус, пізніше він був призначений командувачем 62-м стрілецьким корпусом, що дислокувалися в Австрії. Під час своєї служби Сінан, розстрілюючи фортеці і будівлі, як архітектор вивчав їх слабкі місця.
У 1535 він брав участь у Багдадській кампанії у званні командира королівської охорони і керував будівництвом водних укріплень на озері Ван.
У 1537 у складі султанського військового корпусу брав участь у поході в Молдавію, під час якого привернув увагу султана Сулеймана Пишного, побудувавши міст через Прут за кілька днів.

### Великий архітектор
У всіх цих компаніях Сінан зарекомендував себе здібним інженером і хорошим архітектором. У 1538, коли був узятий Каїр, султан призначає його головним придворним архітектором міста і дарує йому привілей зносу будь-яких будівель, які не відображені в головному плані міста.
Після того, як в 1539 головним везіром став Челебі Луфті Паша, під командуванням якого раніше служив архітектор, Сінан був призначений головним придворним архітектором міста Стамбул. У його обов'язки входив контроль за будівництвом по всій Османській імперії, включаючи керівництво по громадському будівництву (доріг, мостів, водопроводів). За довгі 50 років перебування на посаді Сінан створив потужне відомство, з повноваженнями більшими, ніж у контролюючого його міністра. Ним же був створений центр архітекторів, в якому навчалися майбутні інженери.
За своє життя Сінан побудував близько 300 будівель — мечеті, школи, благодійні їдальні, лікарні, акведуки, мости, караван-сараї, палаци, лазні, мавзолеї і фонтани, основна частина яких була споруджена в Стамбулі. Найвідоміші будівлі — це мечеть Шехзаде, мечеть Сулейманіє і мечеть Селіма в Едірне.
На його творчість величезний вплив справила архітектура Собору Святої Софії і Синану вдалося досягти своєї мрії — побудувати купол, що перевищує купол Святої Софії.
Помер 7 лютого 1588, похований на цвинтарі мечеті Сулейманіє.
Згадка про вірменське походження архітектора в Туреччині ще в середині XX століття не віталася.

## Творча спадщина

### Мечеть Шехзаде

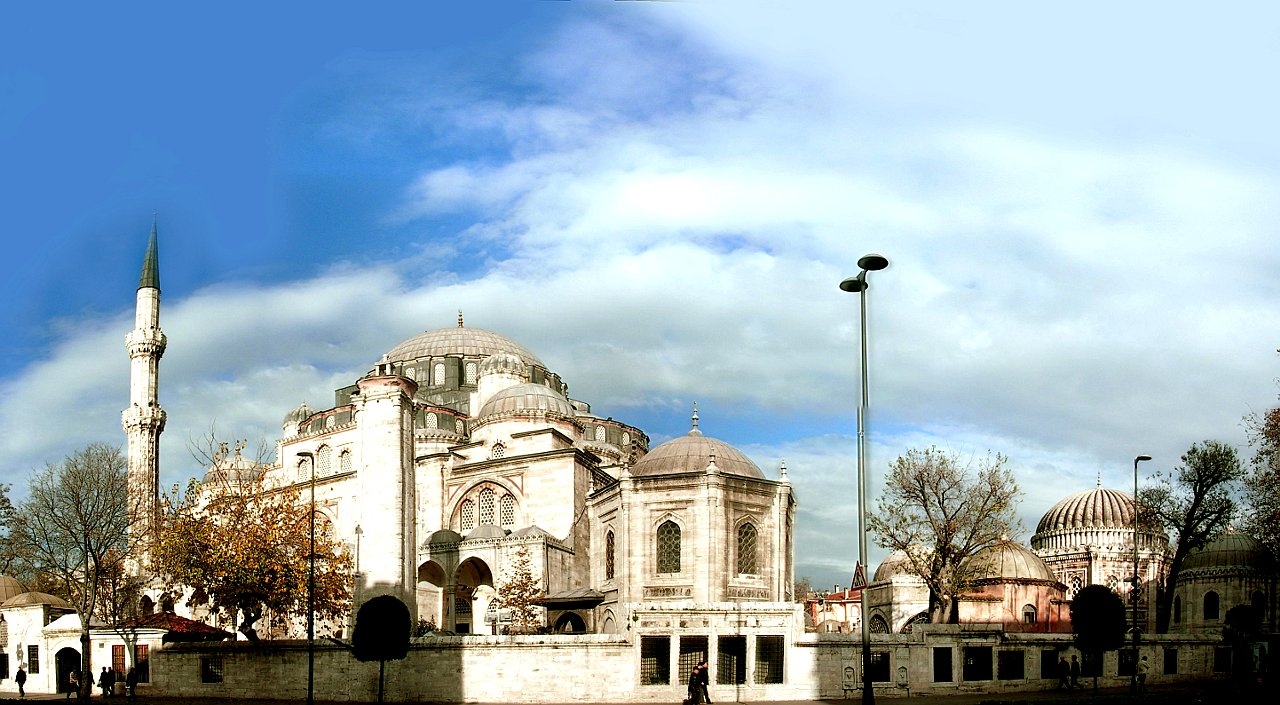
Мечеть Шехзаде

Мечеть Шехзаде (тур. Şehzade Camii) — перша із найзначиміших архітектурних споруд Мімара Сінана. Розташована в історичному районі Фатіх провінції Стамбул. Започаткована як усипальниця для померлого у 1543 році сина султана Сулеймана Пишного Шехзаде Мехмеда (тур. şehzade — принц, спадкоємець) і закінчена у 1548 році. Має два мінарети висотою у 55 метрів. Як і багато збудованих згодом Сінаном мечетей, будівля має квадратну основу, на якій розташований великий центральний купол діаметром 18,42 м, оточений чотирма напівкуполами і багатьма допоміжними куполами меншого розміру. Масивні грановані колони, що тримають купол, прорисовані дуже чітко, структура склепіння яскраво виділена поперемінно темною і світлою клинчастою кладкою арок. Тут розташовані тюрбе Шехзаде Мехмеда, а також Рустема-паші та Мустафи Дестері-паші.

### Сулейманіє Джамі

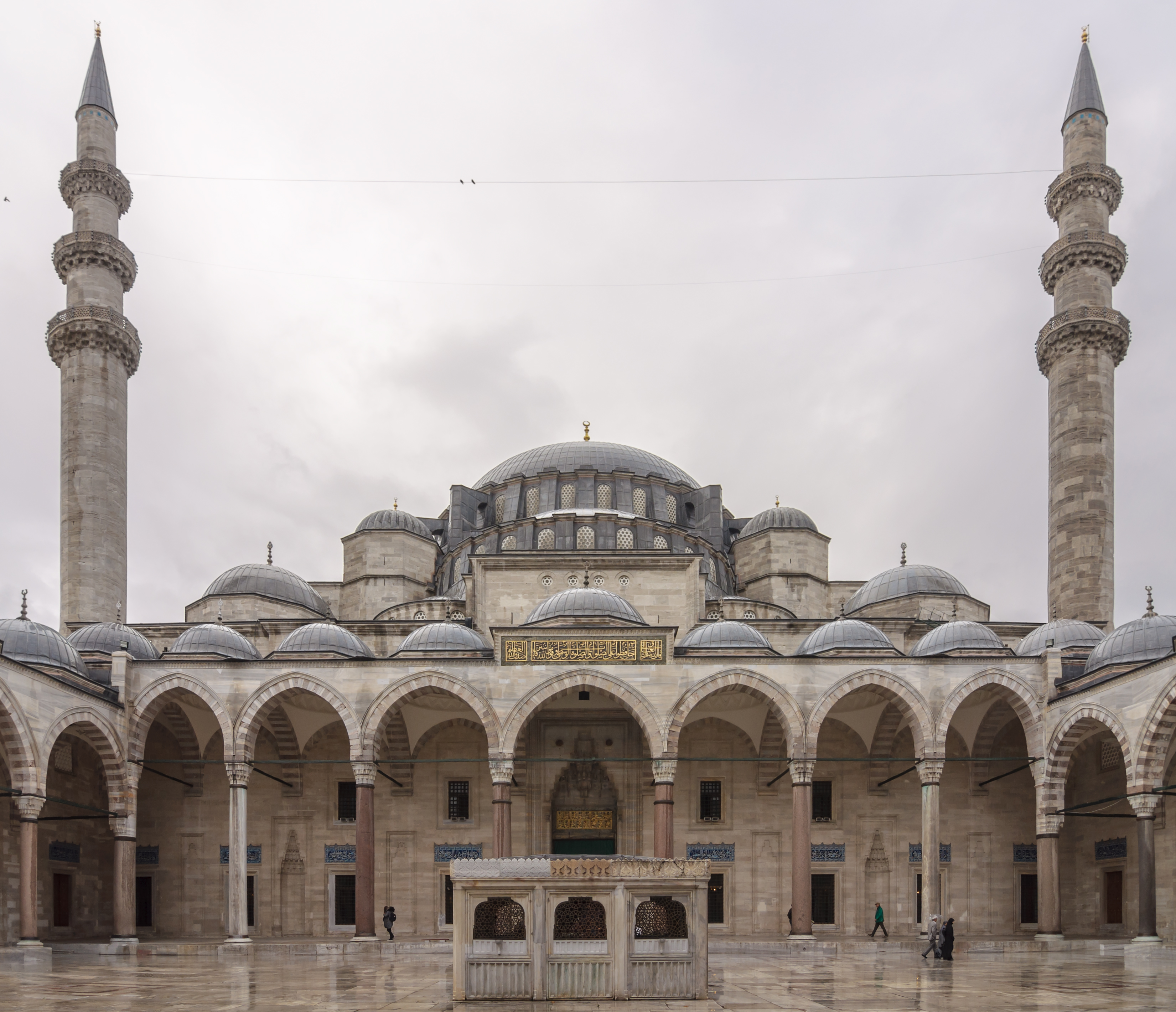
Мечеть Сулейманіє

Сулейманіє Джамі (тур. Süleymaniye Camii) у районі Вефа старої частини міста Стамбула була зведена Сінаном у 1550–1557-их роках, і на думку дослідників, є найкращою його роботою. Проект ґрунтувався на архітектурному плані храму Святої Софії у Стамбулі, шедеврі візантійської архітектури, що зробив дуже великий вплив на усю творчість Сінана, який намагався перевершити цей храм у своїх будівлях. Мечеть має 4 мінарети, масивний центральний купол заввишки 53 метри і діаметром 26,5 метрів, що перевершує на 6 метрів за висотою, але поступається за шириною куполу Софійського собору. У куполі зроблено 32 отвори, через які проникає світло, щедро освітлюючи інтер'єр мечеті й надаючи куполу ефекту легкості. Всього у будівлі 136 вікон. Сінан тут досяг найбільшого єднання декоративних і об'ємно-просторових елементів, у порівнянні з попередніми проектами. Лінії колон зі складним профілем, що несуть вітрило і купол, візуально перегукуються з багатим і подрібненим членуванням стінного оздоблення. Весь масив будови вписано у правильний трикутник. Мінарети розташовані по кутах обнесеного колонадою подвір'я: перші два мінарети знаходиться на нижчому рівні, ніж два інші, які примикають до самої будівлі.
Мечеть розташована на вершині пагорба над затокою Золотий Ріг. У дворі мечеті знаходяться усипальниці. У двох сусідніх тюрбе покоїться сам Сулейман і його улюблена дружина Роксолана. Мечеть Сулейманіє — одна з найбільших, з будь-коли збудованих в Османській імперії. Окрім храму, у ній находився великий соціальний комплекс, що включав чоти медресе, бібліотеку, обсерваторію, лікарню і медичну школу, кухні, хамам, крамниці і конюшні.

### Мечеть Селіміє

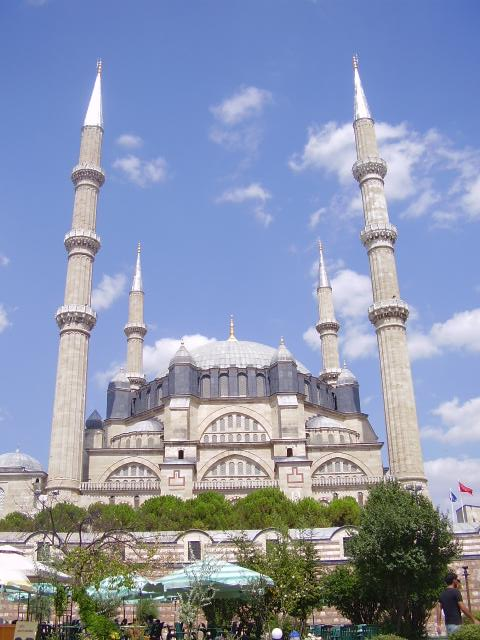
Мечеть Селіміє

Мечеть Селіміє (тур. Selimiye Camii) в Едірне, збудовану у 1569—1575 роках, сам Сінан вважав вершиною своєї творчості. Вона належить до числа видатних архітектурних досягнень ісламської культурі і вважається найгармонійнішим храмовим комплексом Туреччини. Архітектура мечеті вирізняється особливою цілісністю. Художня композиція храму полягає у ярусах, що звужуються догори і плавно переходять у купольну на півсферу діаметром 31,25 м. Уся архітектура пронизана ритмом горизонтальних і вертикальних ліній. Площина стін візуально поділена арками по горизонталі, а у кожну з них вписані яруси вікон. Виступи, що розташовані між арками і піднімаються ступінчасто вгору й завершуються вісьмома вежами з шатрами, візуально поділяють масив мечеті по вертикалі. Вежі, що гармонують з чотирма найвищими (71 м) у Туреччині мінаретами, створюють основний акцент усього навколишнього пейзажу і підкреслюють солідність масштабу споруди. Тут Сінан знайшов кардинально інше, досконаліше композиційно-просторове рішення. Мечеть являє собою в плані квадрат з великим куполом у центрі, що спирається на вісім масивних колон, між якими знаходиться широка галерея. Утворена колонами гігантська ротонда «вписана» у квадрат стін так, що весь простір зливається в одне ціле. Багате облицювання стін і несучих колон у поєднанні із яскравим освітленням надають інтер'єру живописності й торжества. Подвір'я і споруда утворюють єдине ціле. Комплекс споруд включає у собі лікарню, школу і хамам, розташовані навколо мечеті, а також медресе, хронометричну кімнату і низку крамниць. Сюди ж входить і мечеть Баязида II, у якій знаходиться музей охорони здоров'я. Сам Сінан писав, що мечеть Шех-заде біла його учнівською роботою, Сулейманіє — роботою підмайстра, а Селіміє в Едірне — роботою майстра.

### Мости

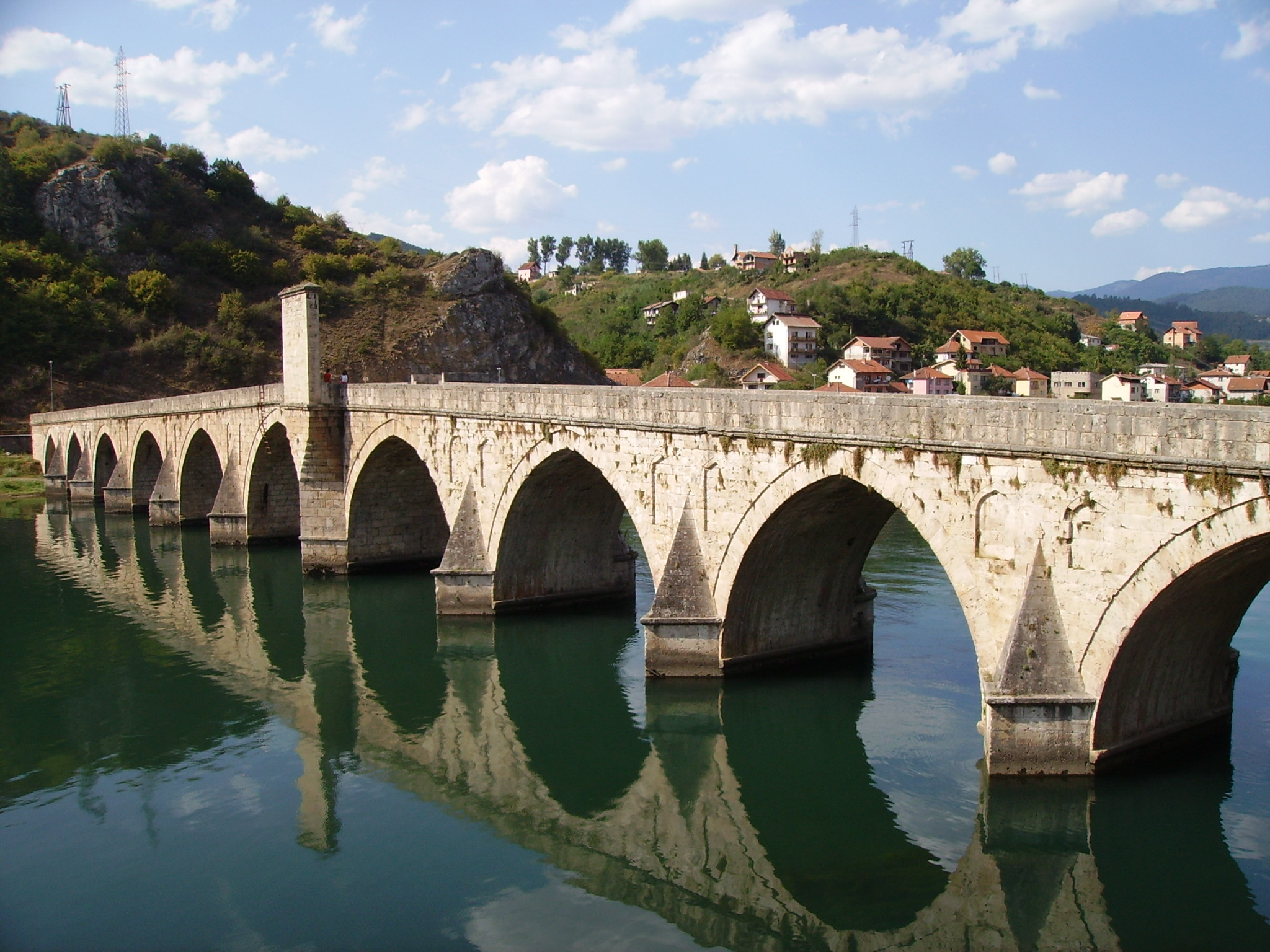
Вишеградський міст через річку Дрина

В будівництві мостів Сінан майстерно поєднував мистецтво з функціоналізмом. Найбільший з них, довжиною майже 635 метрів (2083 футів) — міст Бюйюкчекмече (в передмісті Стамбула). Пам'ятна табличка на цій споруді каже, що збудував цей міст раб Божий Юсуф із християнського села Агирнас, що поблизу із містом Кайсері в Анатолії. На інших своїх творіннях Сінан залишав такий підпис — головний архітектор його султанської вельможності.
Іншими важливими прикладами є міст Айліврі, Старий міст в Свіленграді на річці Мариці, міст Сокуллу Мехмет-паші через річку в Люлебургазі, міст Сінанлі через річку Ергене (притоку Мариці) і Вишеградський міст над річкою Дриною.
Вишеградський міст через річку Дрину, в Боснії, 1577 рік — пам'ятник середньовічного османського мистецтва. Вважається, що замовником робіт був Соколлу Мехмед-паша, уродженець Боснії, колишній великий візир Сулеймана Прекрасного. Міст складається із 11 прольотів, і 2007 року був включений ЮНЕСКО до списку пам'ятників Всесвітнього спадку.

## Вшанування
В честь Сінана назван кратер на Меркурії.
Пам'ятник Сінану збудовано в Едірне, в Анкарі знаходиться скульптурний бюст Сінана.
Портрет Сінана на фоні збудованої ним мечеті Селіміє був зображений на оберненій стороні банкноти 1982—1995 рокі 10000 турецьких лір.
На основі турецького законодавчого акту від 4 листопада 1981 року, 20 липня 1982 року Університету Образотворчих мистецтв в Стамбулі присвоєно ім'я Мімара Сінана.

## Цікаві факти
- Учень Сінана, іранський архітектор Іса Хан, застосувавши настанови вчителя на індійському ґрунті, створив Тадж-Махал.
- На одній із останніх робіт Сінана — мості у селищі Бюйюкчекмече, передмісті Стамбула — написано, що побудував його раб Божий Юсуф з християнського села Агірна, що поруч з містом Кайсері в Анатолії, хоча на інших витворах він підписувався головним архітектором його султанської величності.
- Великий зодчий згадується у романі Павла Загребельного «Роксолана»:

|  | Покликала великого будівничого Коджа Мімар Сінана, який уже докінчив джамію султана Селіма і тепер споруджував найбільшу з османських мечетей — Сулейманіє, дивуючи всіх величчю будівлі, а ще більше — впертою повільністю в роботі. Сінан прибув до султанші без пишноти, в простому робочому одязі, мовби на знак жалоби по вмерлому шах-заде. Був старий, як завжди втомлений, з байдужими, мов у венеціанського художника, очима. |

## Галерея

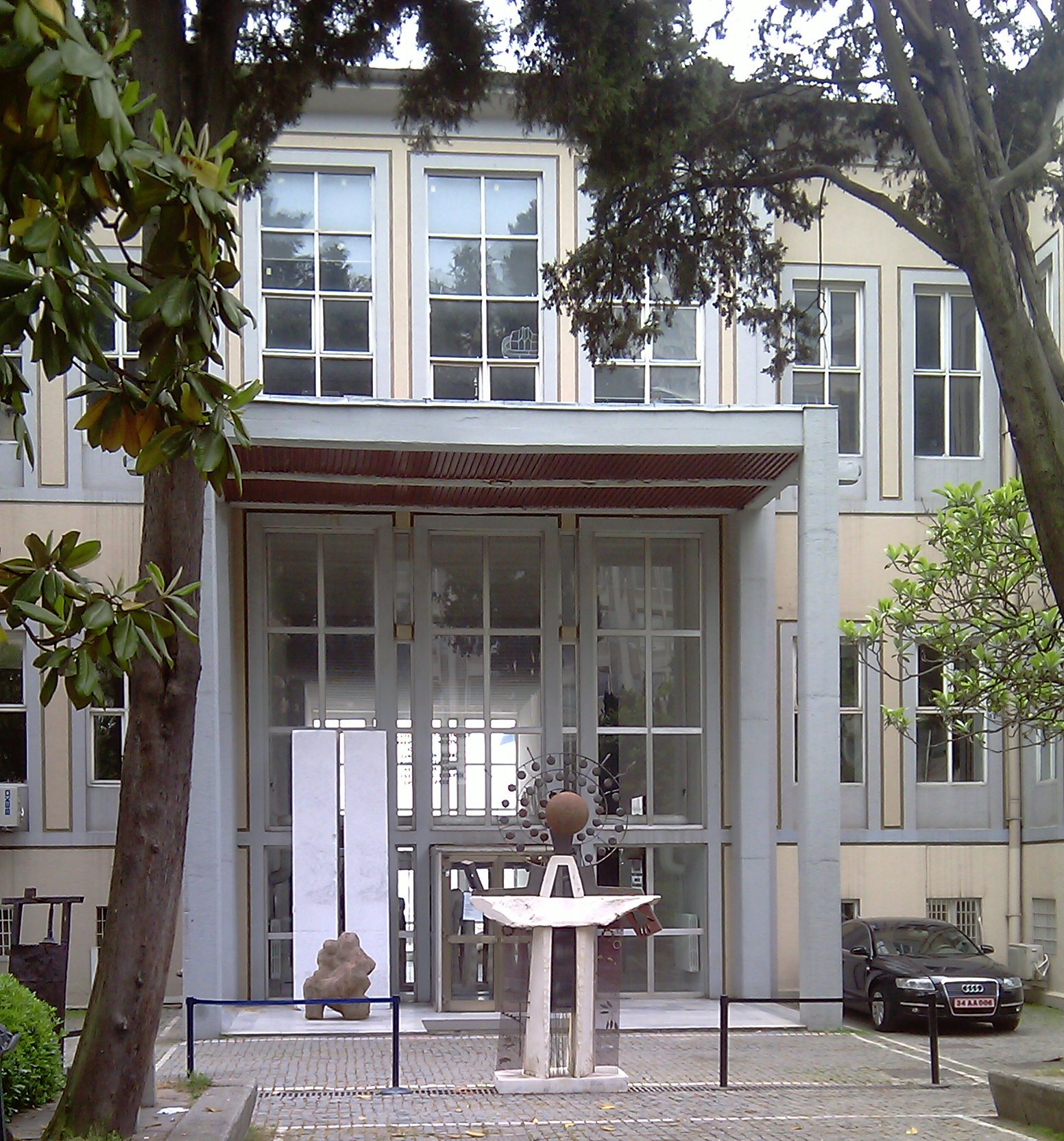
Центральний вхід до Університету Образотворчих мистецтв Мімара Сінана
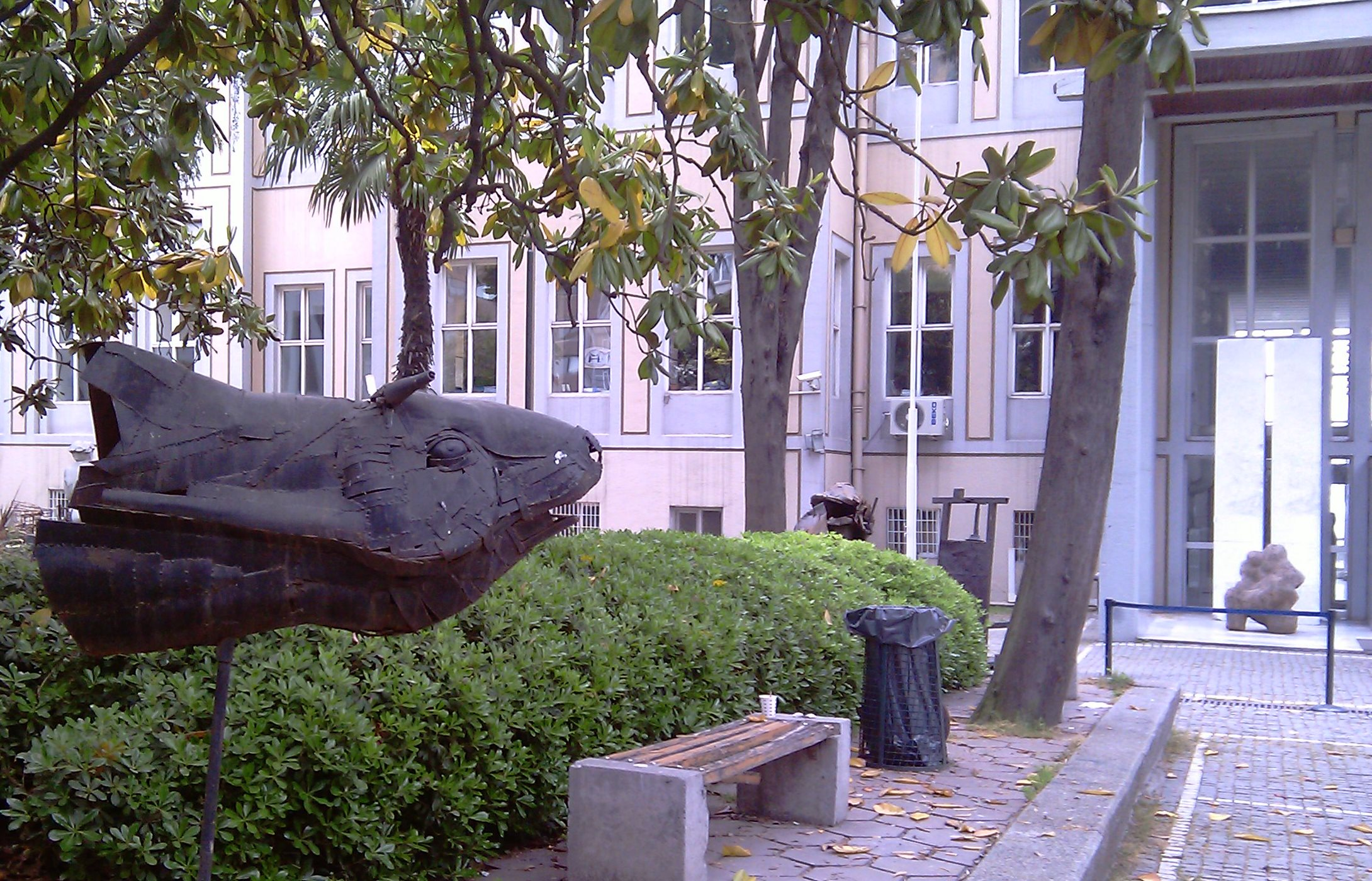
Дворик зі скульптурами Університету Мімара Сінана
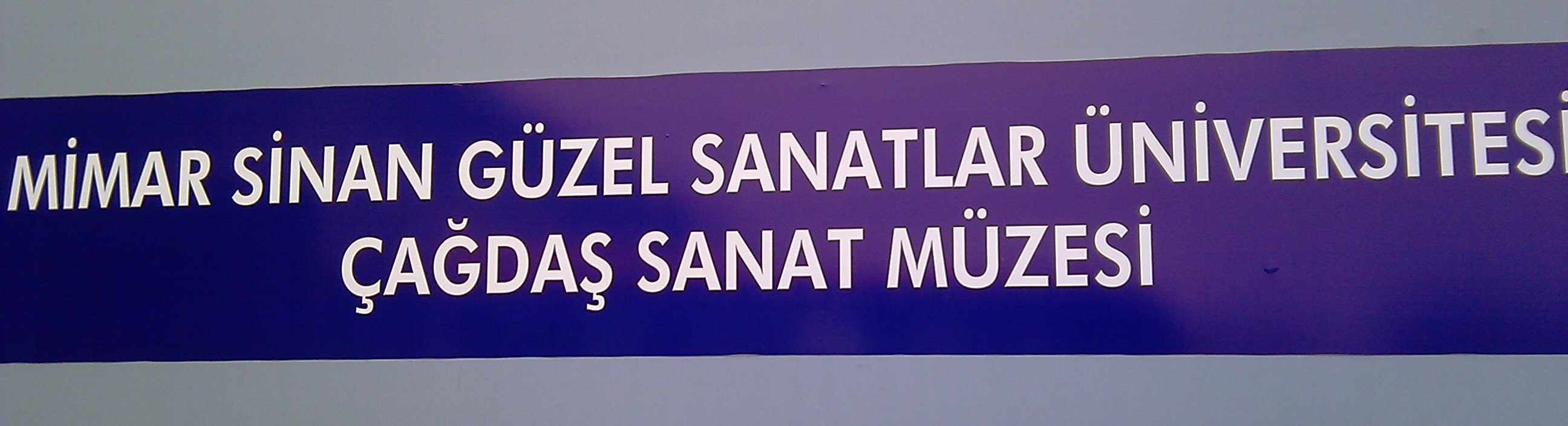
Надпис перед входом до Музею Університету Мімара Сінана
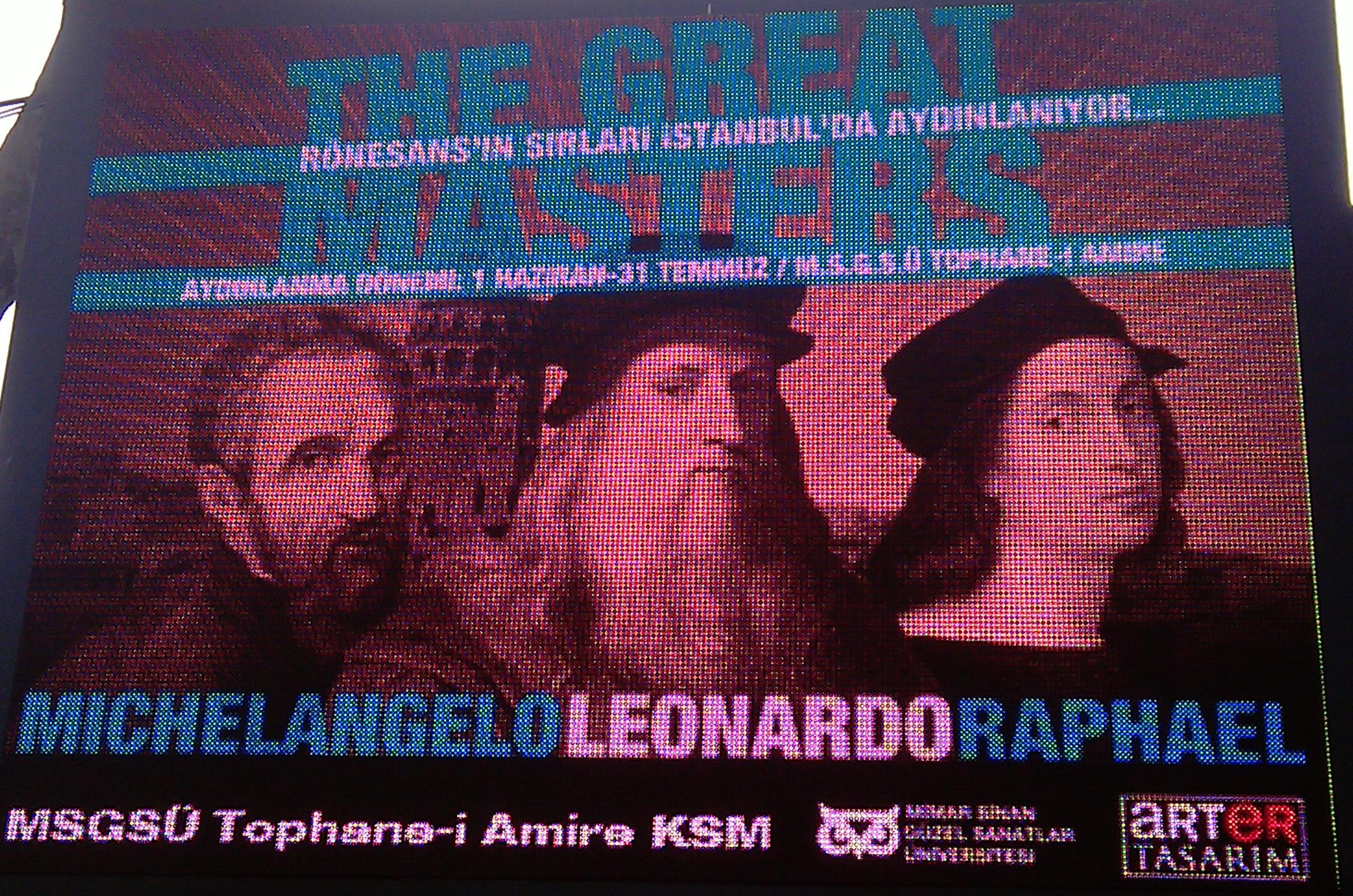
Афіша художньої виставки в Музеї Університету Мімара Сінана
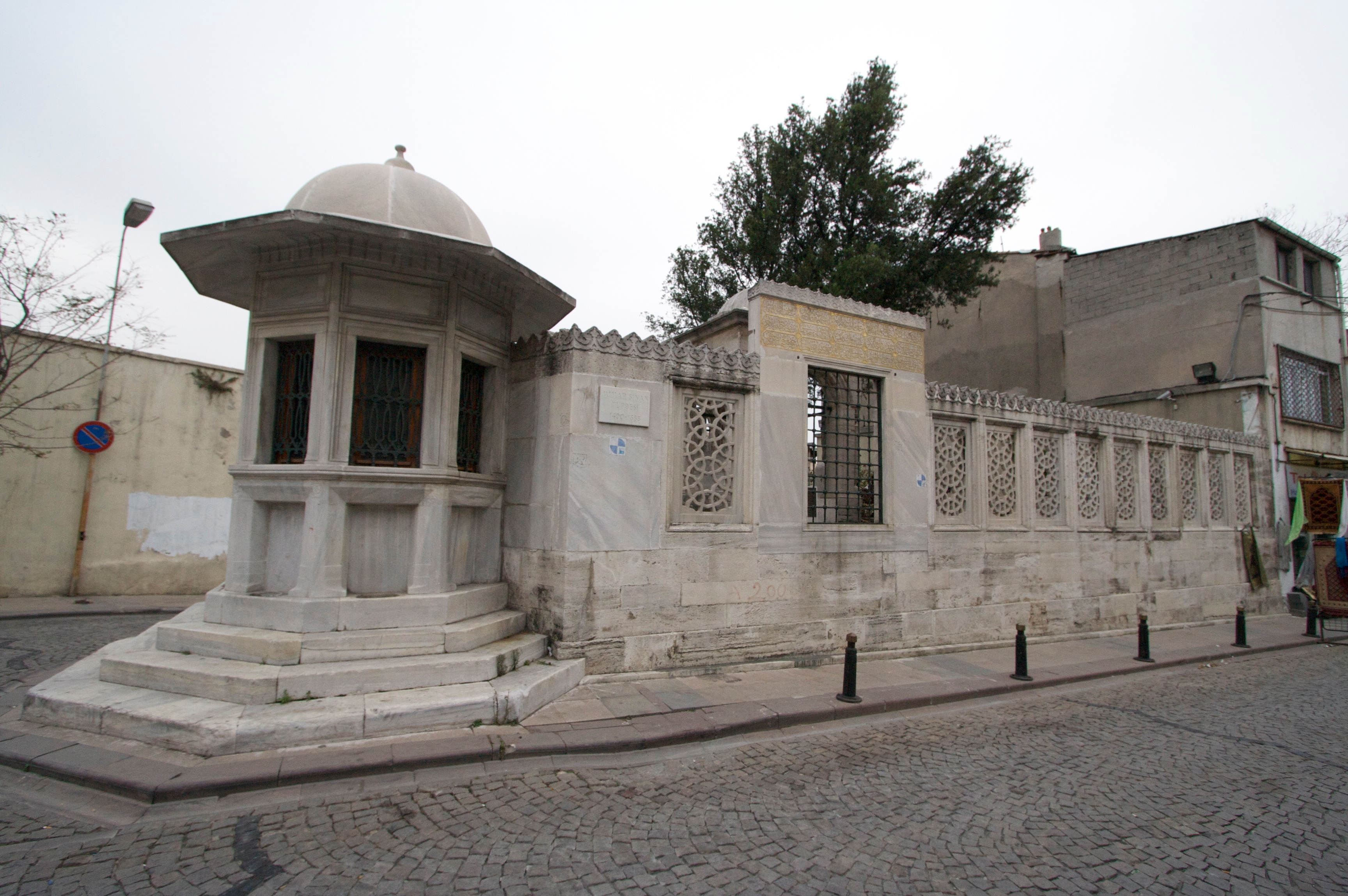
Мавзолей Мімара Сінана
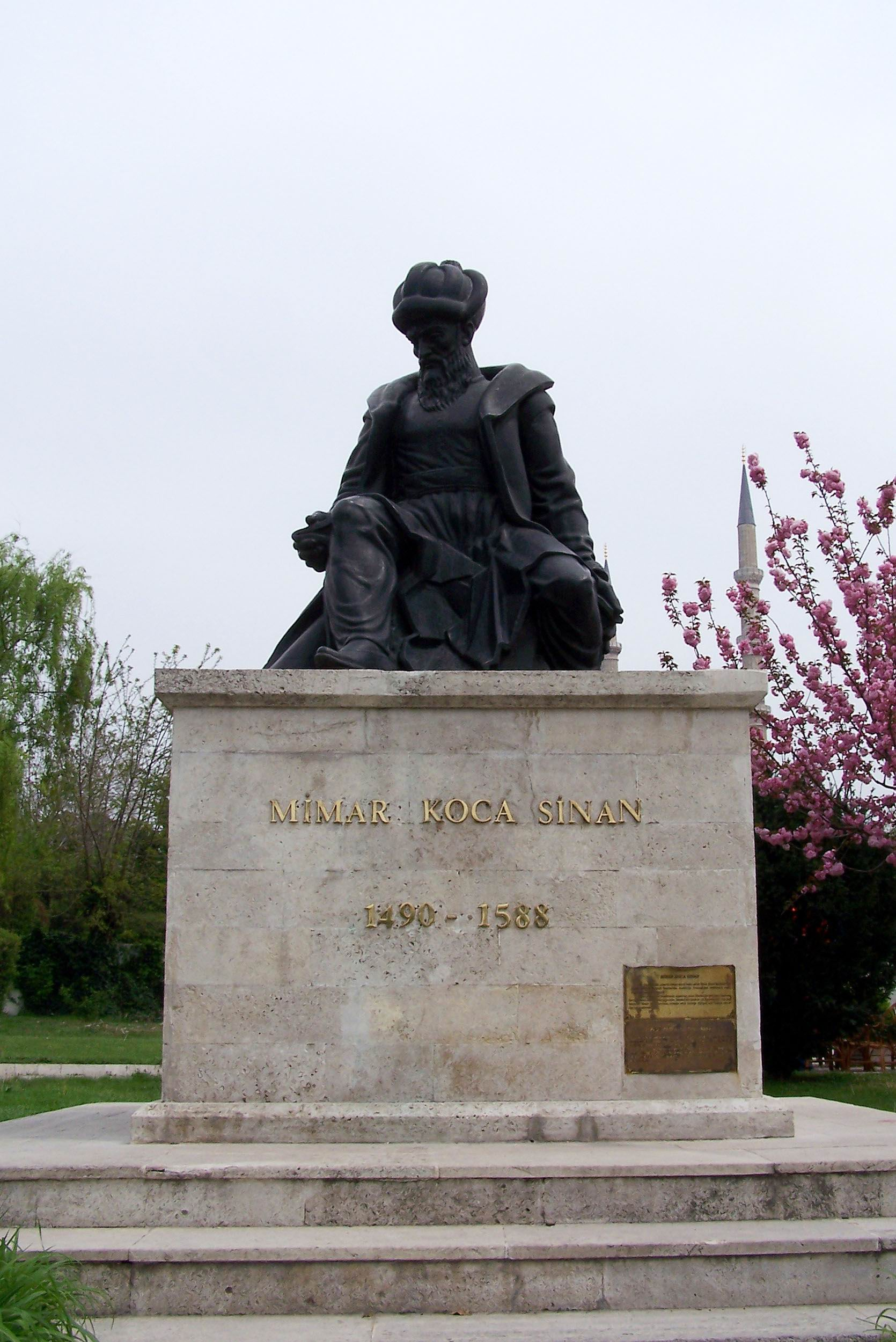
Пам’ятник Мімару Сінану в Едірне
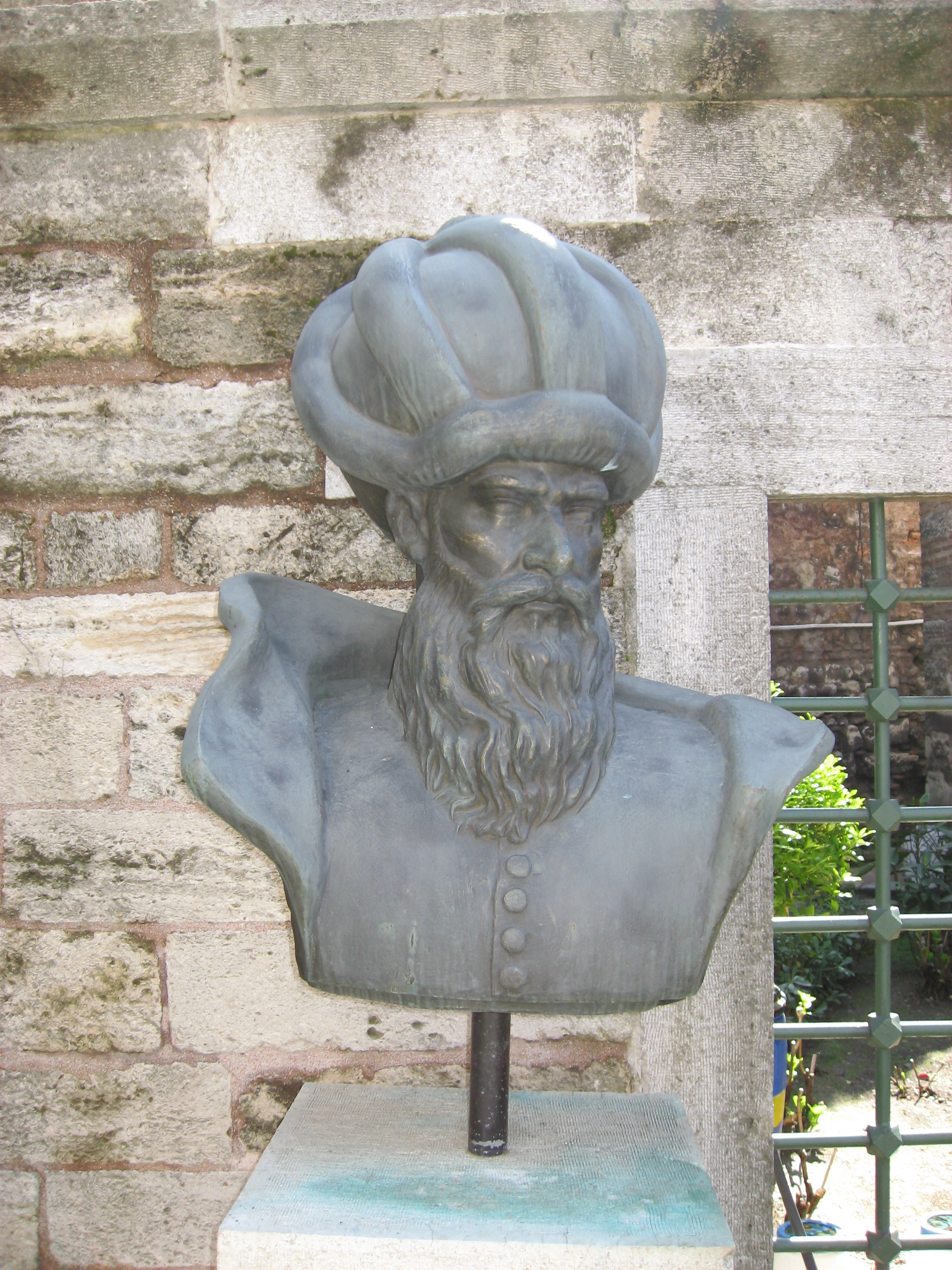
Бронзовий бюст Мімара Сінана в медресе Каферага в Стамбулі
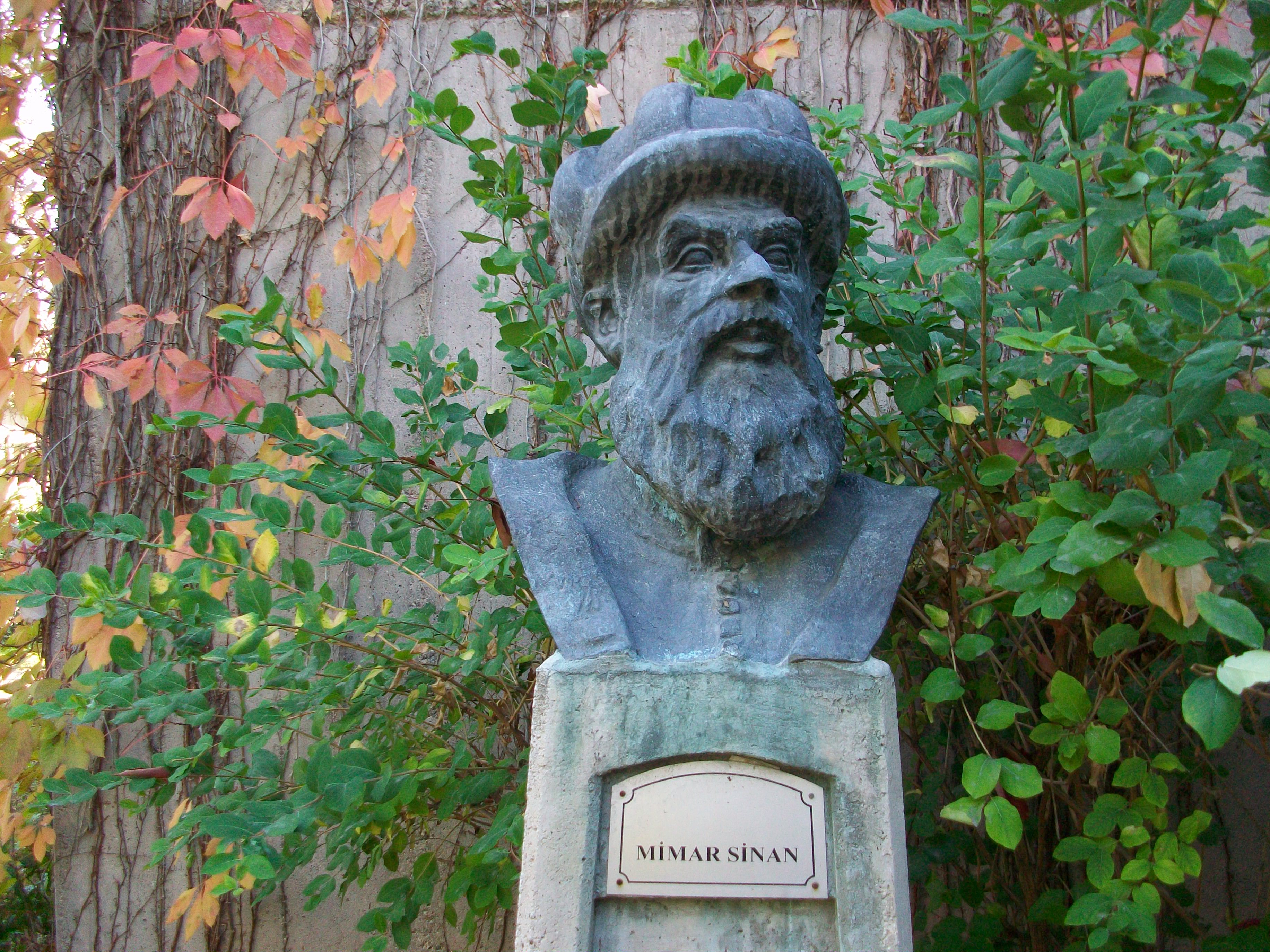
Бюст Мімара Сінана в Анкарі
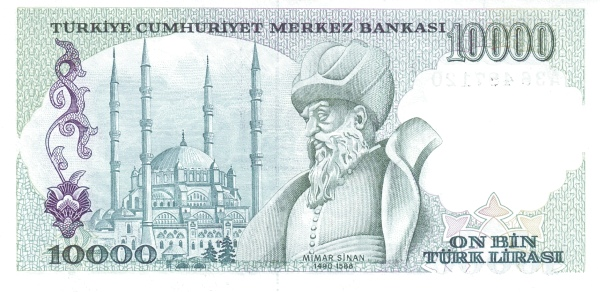
Мімар Сінан і його шедевр мечеть Селіміє на оберненій стороні банкноти 10 000 турецьких лір
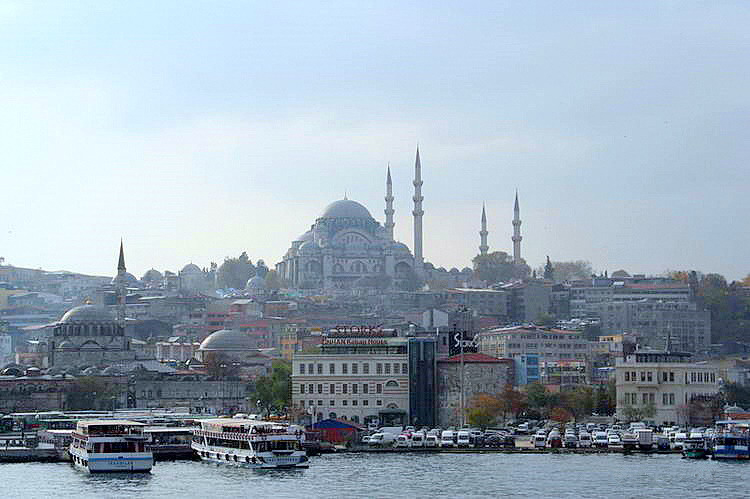
Мечеть Сулейманіє, зліва попереду — мечеть Рустам Паша
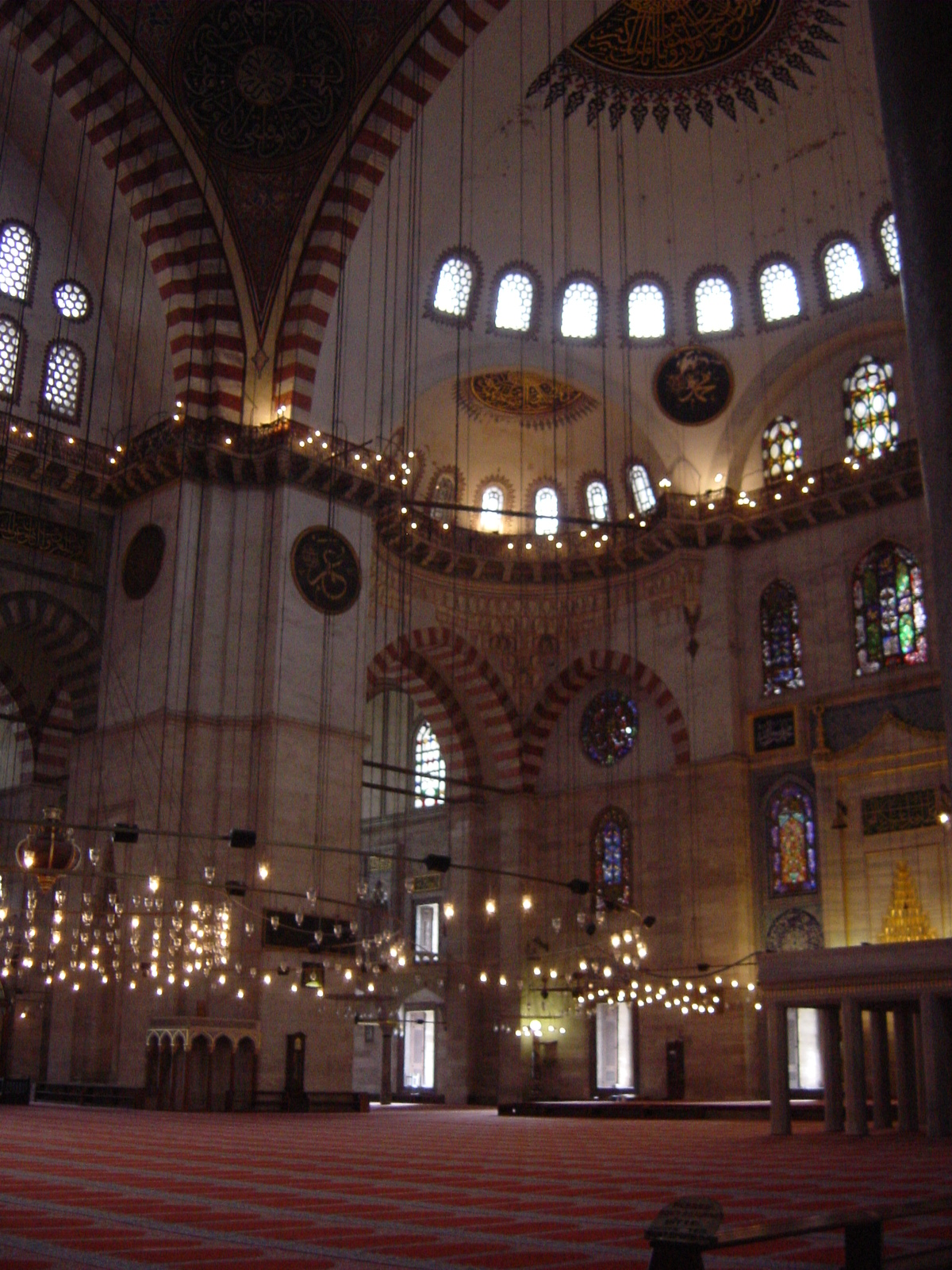
Мечеть Сулейманіє, внутрішній вигляд
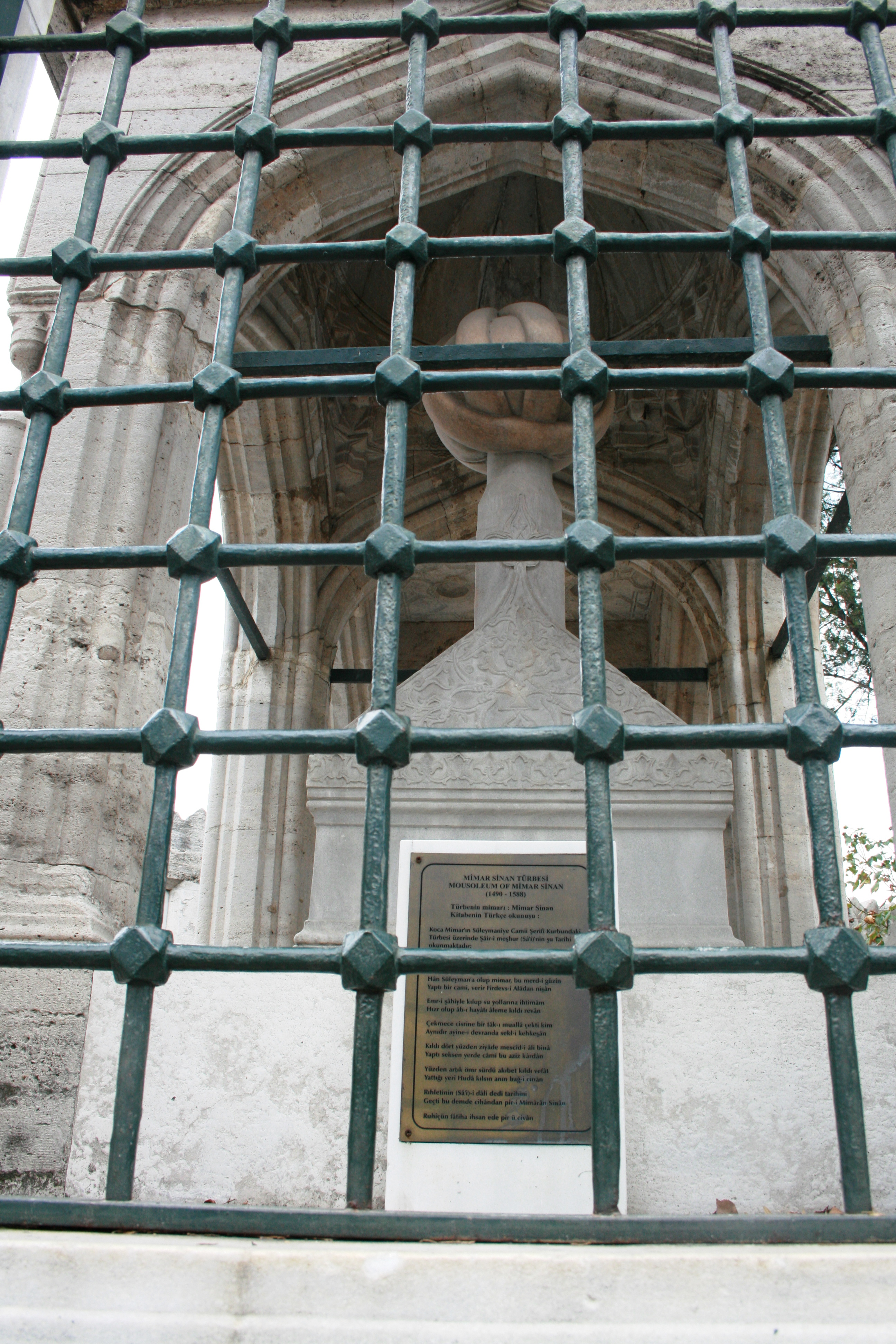
Тюрбе Сінана
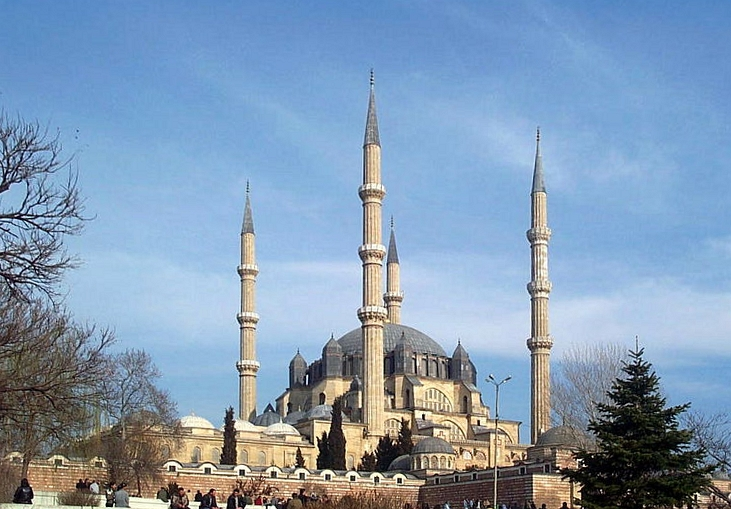
Мечеть Селіміє, побудована Сінаном в 1575. Едірне, Туреччина.
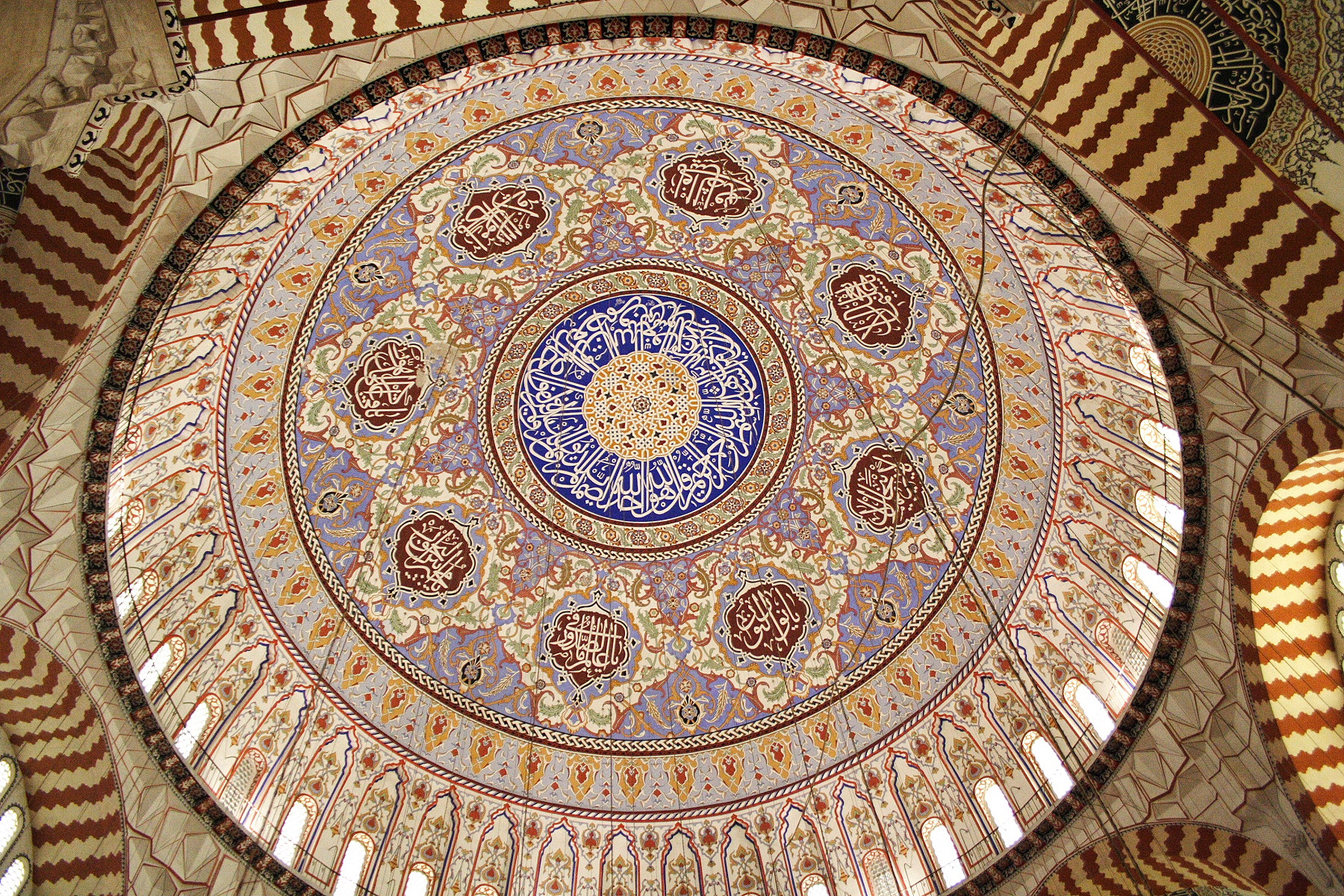
Купол мечеті Селіма
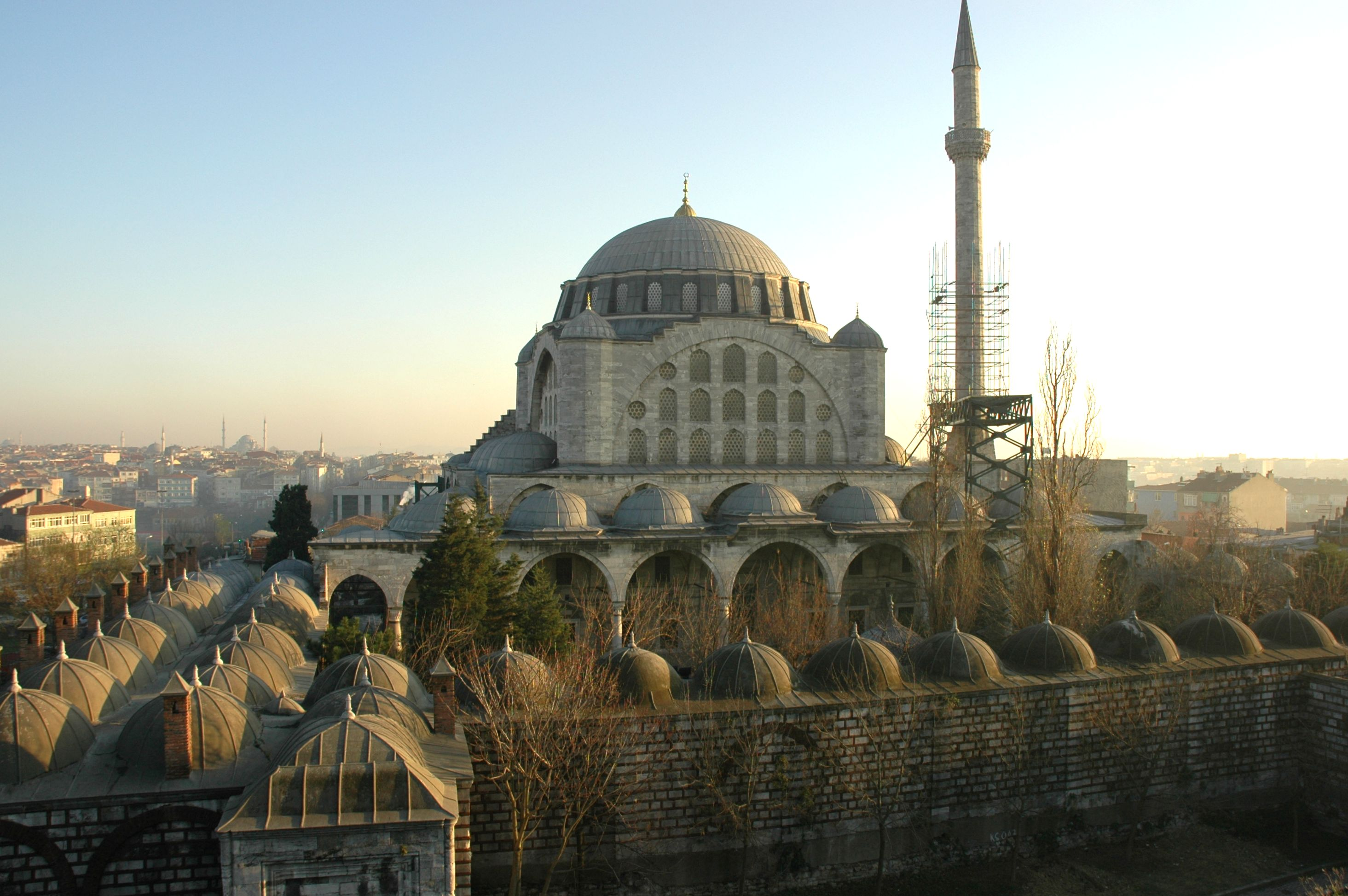
Мечеть Міхрімах-Султан
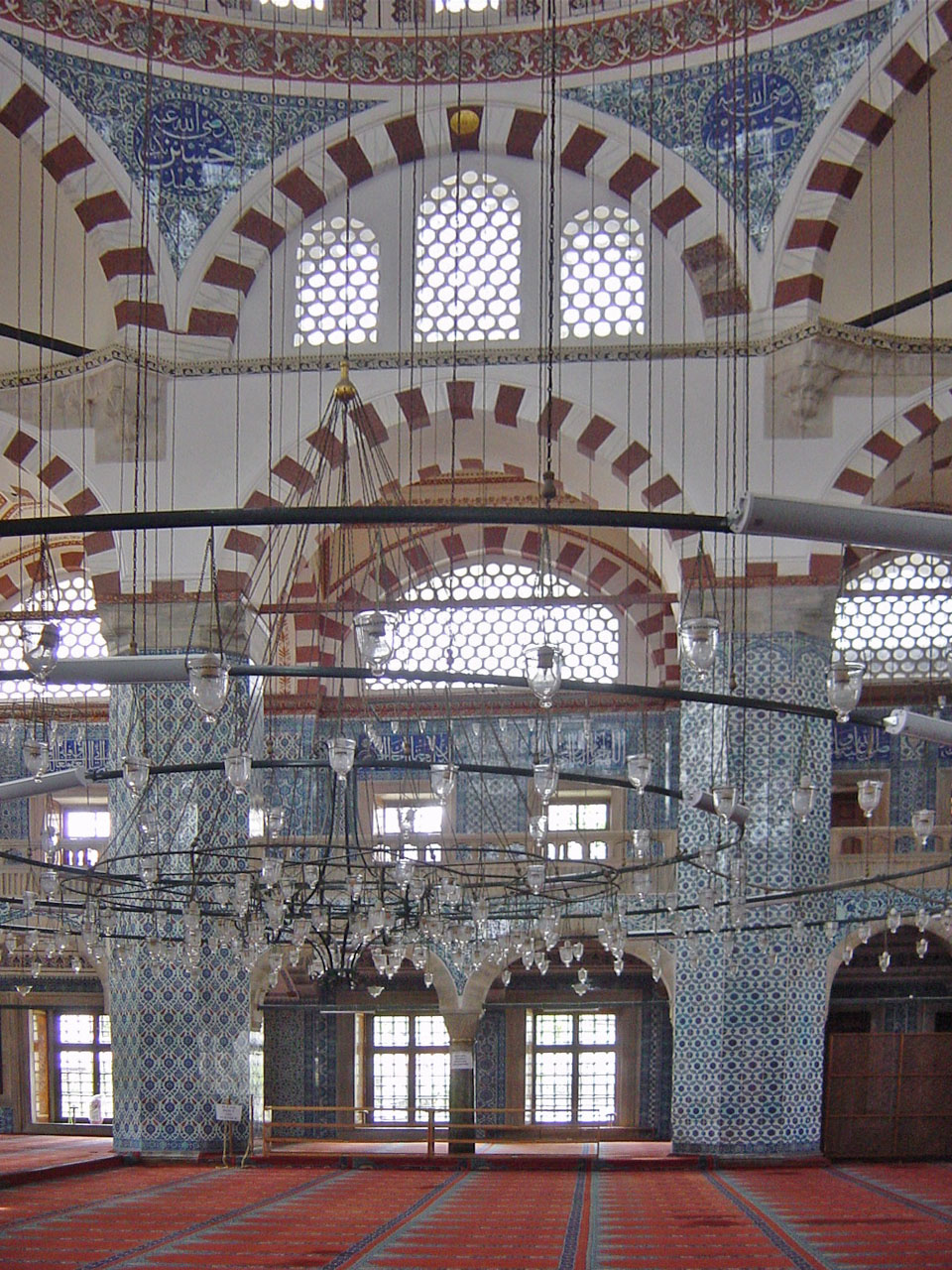
Права стіна галереї мечеті Рустам Паша
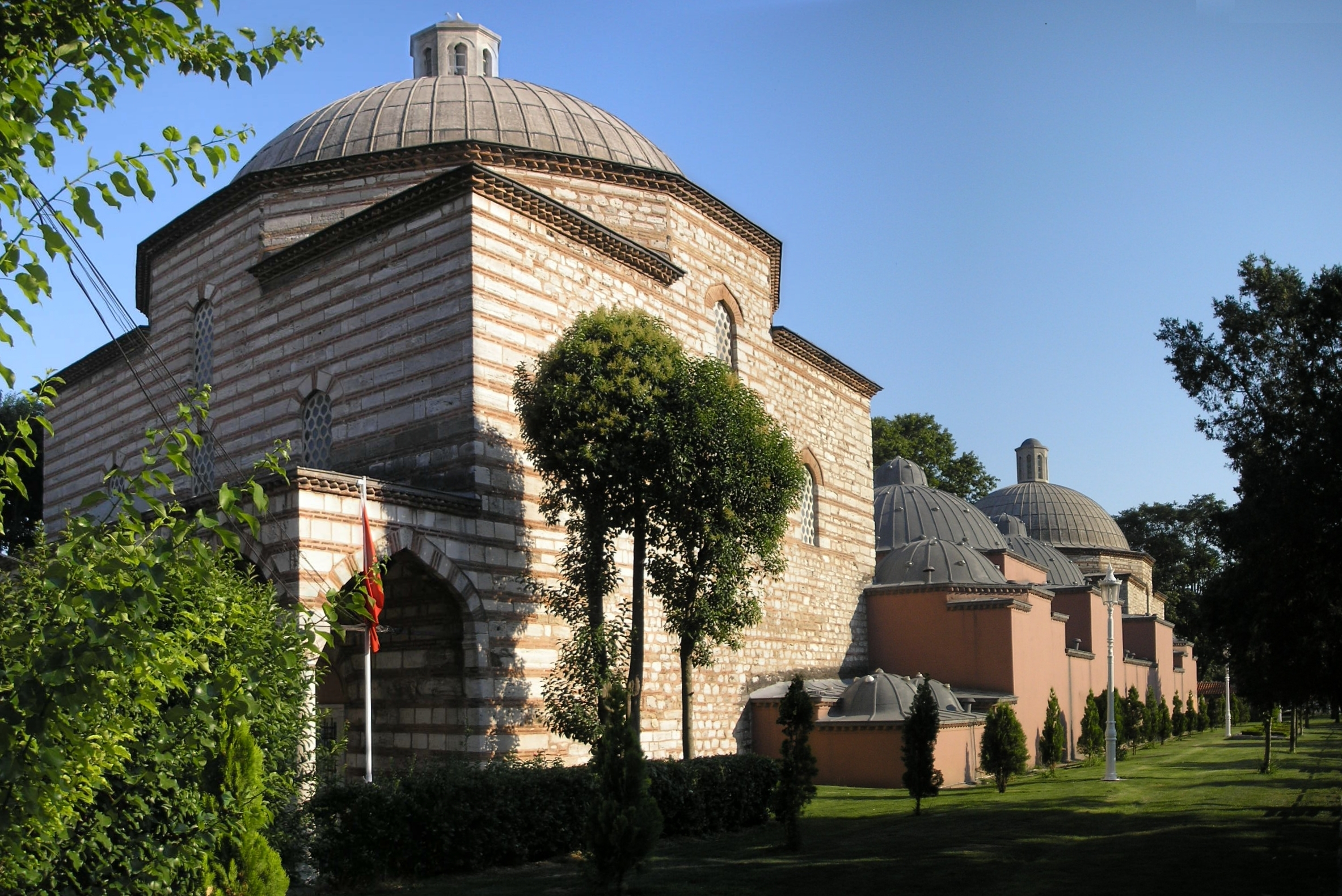
Хаммам Хасекі-Хуррем
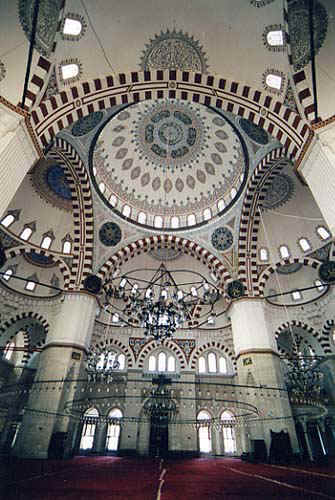
Мечеть Шехзаде
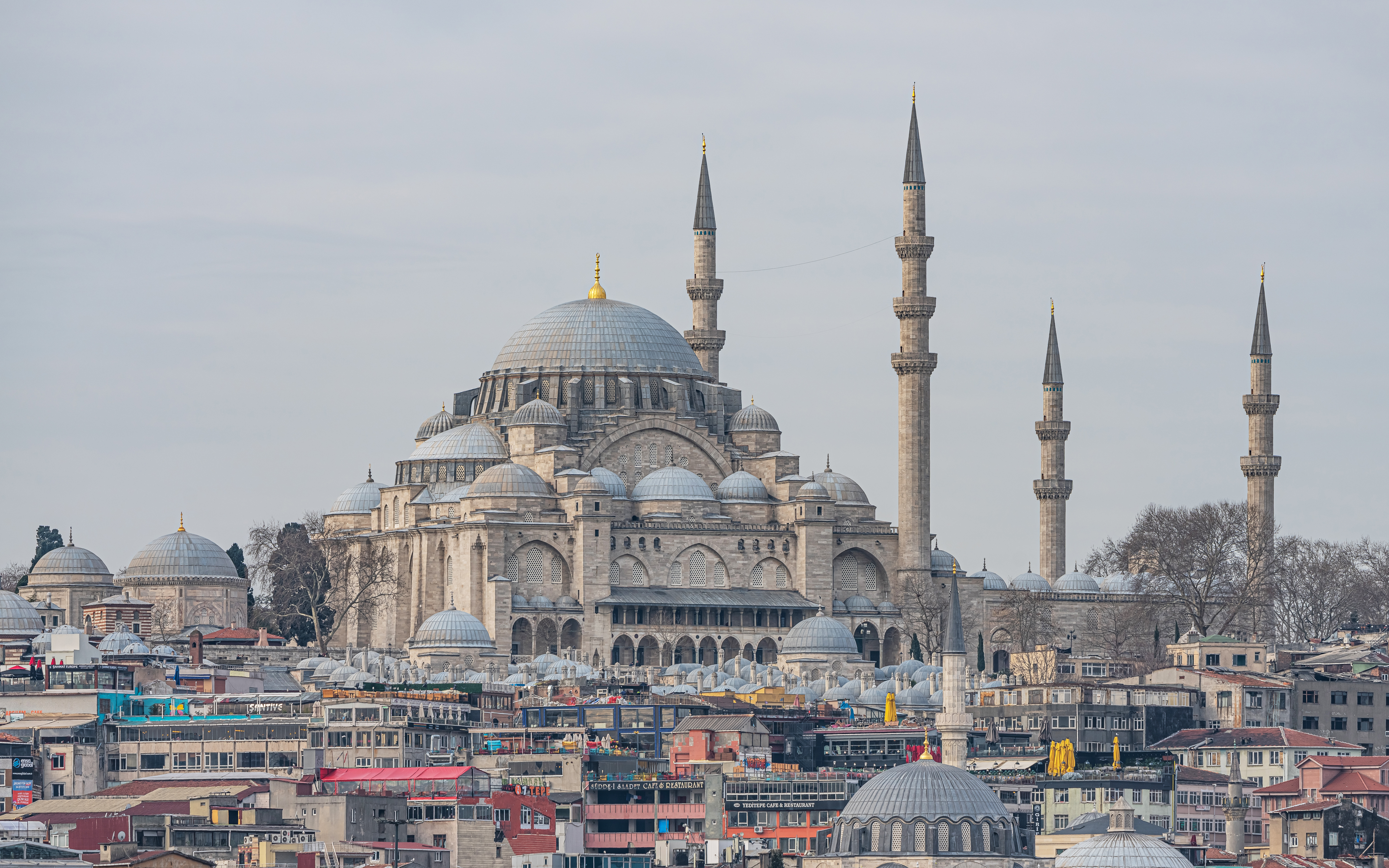
Вид на мечеть у Стамбулі
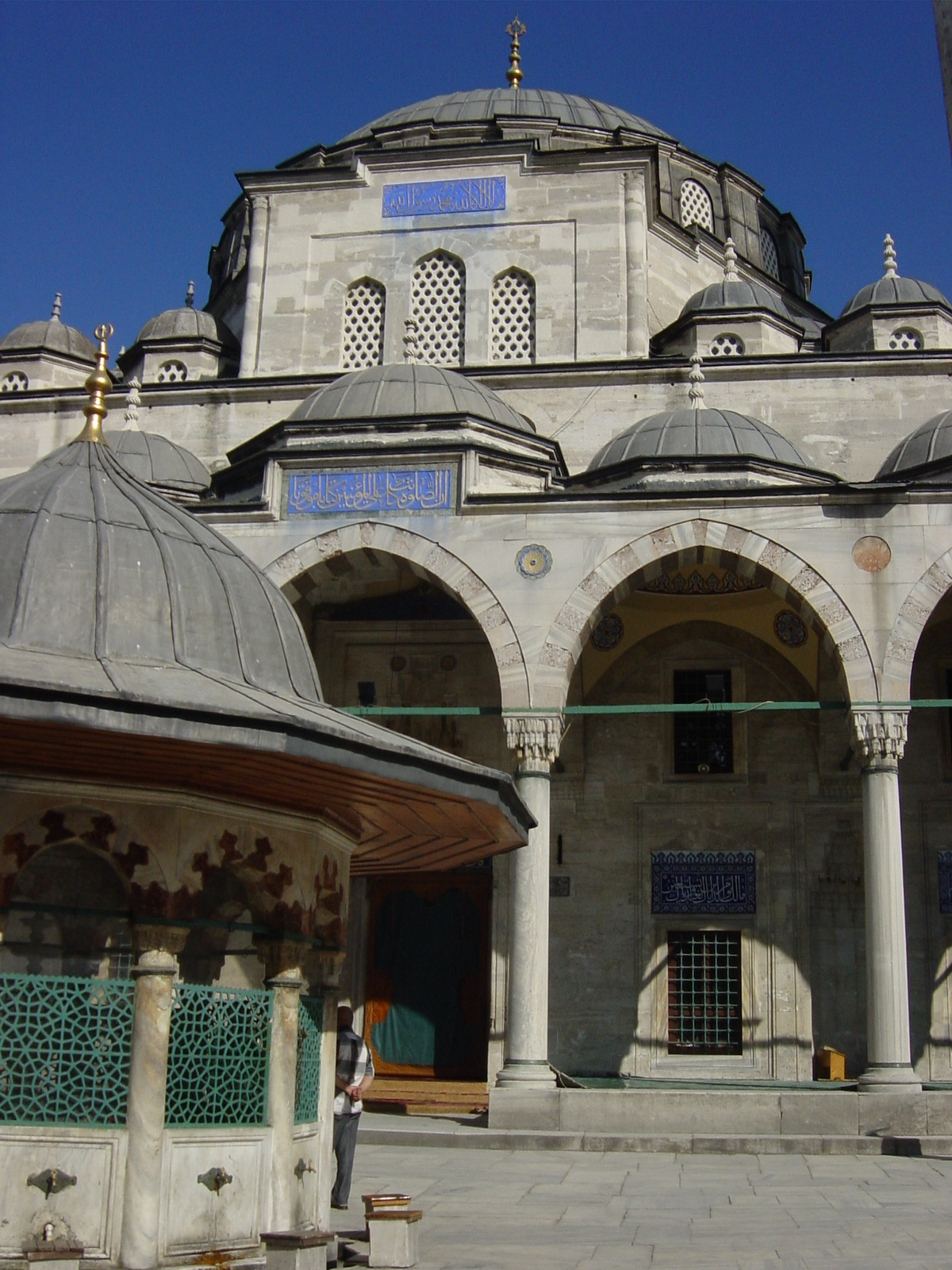
Мечеть Сокуллу Мехмеда-паші
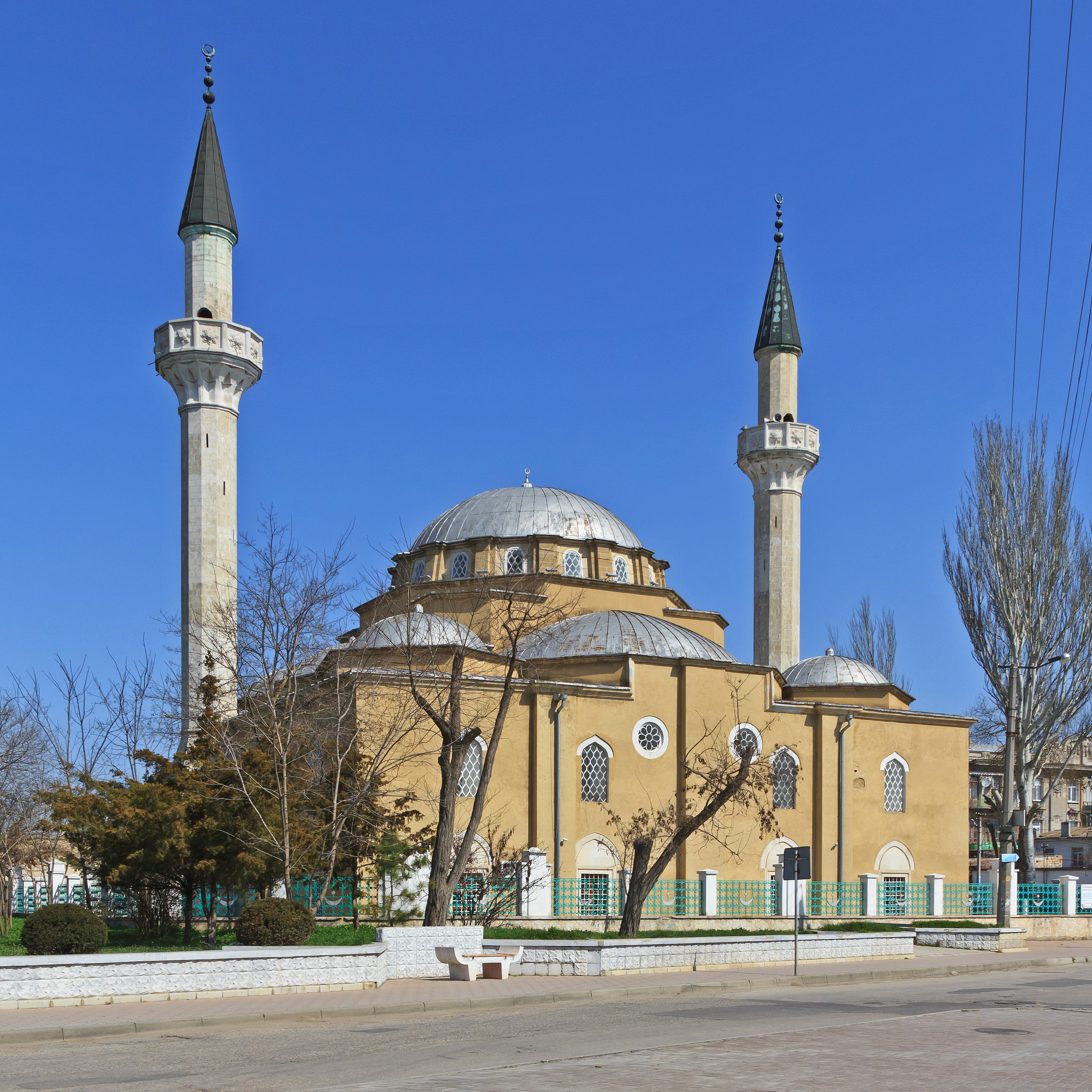
Мечеть Джума-Джамі, Євпаторія, Україна
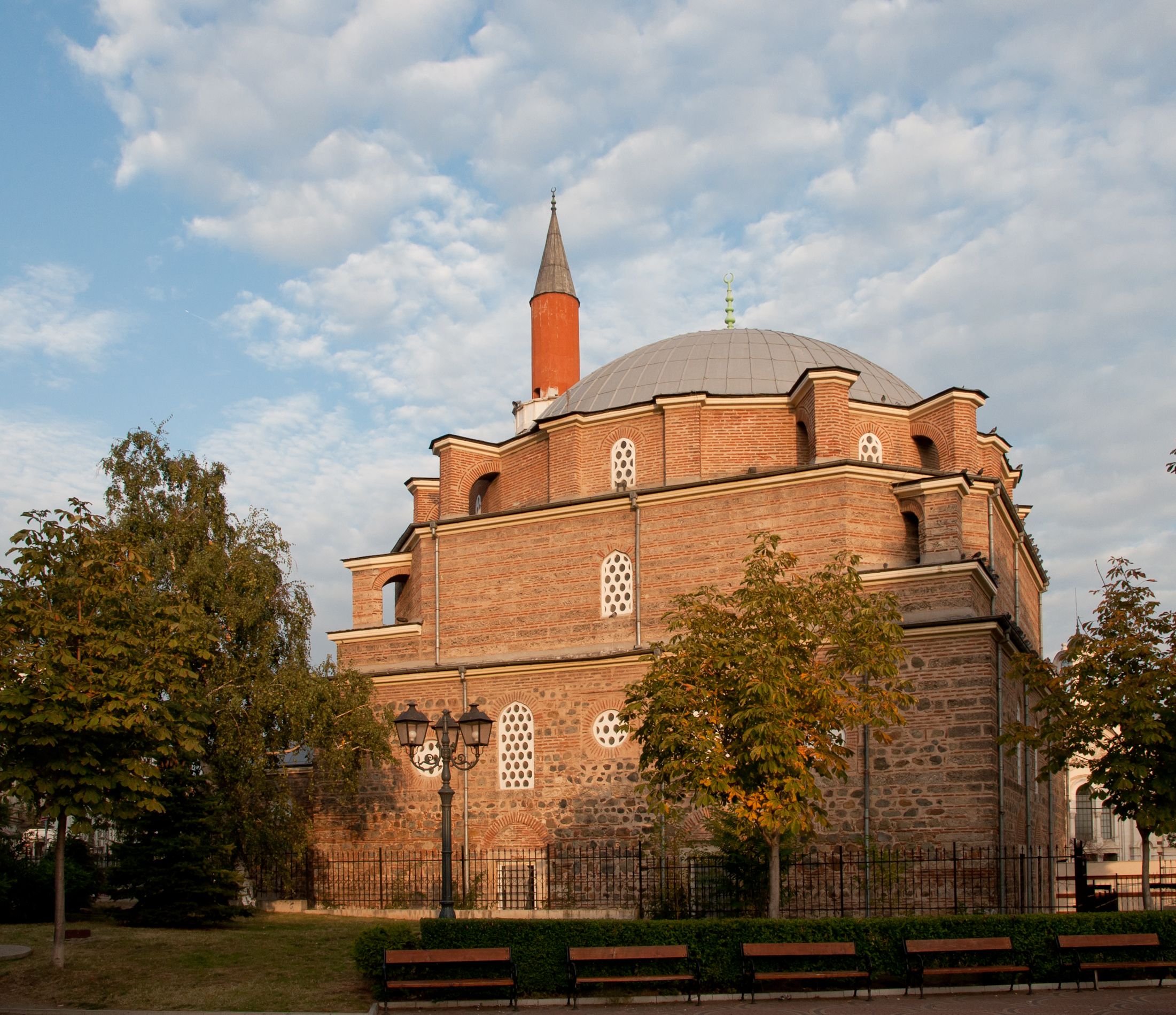
Мечеть Баня Баши, Софія, Болгарія